# Аксазское газоконденсатное месторождение
Акса́зское газоконденсатное месторожде́ние (Акса́з, каз. Ақсаз: ақсаз — «белая глина») — расположено в Мангистауской области, в 35 км к северо-востоку от города Актау. Открыто в 1995 году.
В тектоническом отношении месторождение относится к северной части Карагиянской седловины.
Структурой является поднятие, которое осложнено тектоническим нарушением с преобладанием субширотного направления.
Структура замыкается изогипсой −3950 м, имеет размеры 4x3 км, амплитуда поднятия 75 м.
Нефтегазоносными являются триасовые отложения, представляющие собой вулканогенно-доломитовую пачку карбонатной части разреза.
Плотность дегазированной жидкости (конденсат) составляет 0,776 г/см3. На Аксазе пробурено более 4 скважин.
При опробовании получен приток нефти и газа дебитом в 40 м3/сут и 96 т.м3/сут соответственно.
Месторождение находится в стадии разведки.
Оператором месторождения является нефтяная компания Emir Oil. Владельцем Emir Oil является китайская компания MIE Holdings Corporation.